# Pasternik (Niepołomice)
Pasternik, Stary Pasternik – dawna osada, a dziś część osiedla Zagrody w Niepołomicach, położona w jego północnej części, bezpośrednio nad rzeką Wisłą. Od zachodu sąsiaduje z Pasternikiem Pierwszym, od południa z Wężowcem i Zagrodami, natomiast od zachodu ze Świdową.
Do 31 grudnia 2007 r. Stary Pasternik był częścią osiedla Podgrabie-Pasternik. 1 stycznia 2008 r. został przeniesiony do nowo utworzonego osiedla Zagrody.
W rejonie tym występuje jedynie zabudowa jednorodzinna.